# Aktieinvest
Aktieinvest FK AB är en svensk fondkommissionär och aktiespartjänst.
Aktieinvest ägs av Söderberg & Partners sedan januari 2023 och erbjuder en depåbaserad spartjänst för handel med aktier och fonder. Det som särskiljer Aktieinvest från traditionella fondkommissionärer är främst att det är möjligt för småsparare att investera i enskilda aktier utifrån ett fast belopp, istället för ett jämnt antal aktier. Därutöver så kan aktieutdelningar som erhålls automatiskt återinvesteras i det utdelande bolaget.

## Historia
Bolaget startades av Karl-Adam Bonnier 1965 efter en idé från USA, och 1985 påbörjades ett samarbete under namnet Aktiespar med Aktiespararna. Bolaget ingick som en del i B&B Invest och såldes 1987 till Wermlandsbanken (Gotagruppen) och såldes vidare till Aktiespararna 1989. Aktiespar Fondkommission, Sveriges första lågprismäklare för aktiehandel, startade som en bifirma 1995.
1997 introducerades börshandel över Internet under namnet Aktiespar Online. I den konsolideringsvåg som svepte över de svenska nätmäklarna runt millennieskiftet sålde 
Aktieinvest sin aktiemäkleriverksamhet, Aktiespar Fondkommission, till HQ.SE i december 2000. Priset blev 220 MSEK varav 160 MSEK kontant samt aktier i HQ.SE till ett värde 60 av MSEK. Aktiespar Fondkommission förvaltade drygt 27 000 kunders depåer och omsatte cirka 70 MSEK år 2000.
I december 1999 beslöt man att ändra företagets namn från Aktiespararnas Investerings AB (Aktieinvest) till Aktiesparinvest AB, vilket åter ändrades 2005, till Aktieinvest FK AB.
2013 hade Aktieinvest 60 000 kunder och verksamheten svarade för hälften av Aktiespararnas omsättning. Aktiespararnas vd Carl Rosén och styrelseordförande Johan Flodström försökte under 2013 sälja Aktieinvest men den planerade strukturaffären stoppades av Lars-Erik Forsgårdh, vd för Aktiespararna 1984–2006, som organiserade protester från Aktiespararnas medlemmar och förtroendevalda runt om i landet. Bland intressenterna fanns Aktietorgets moderbolaget ATS Finans, Söderberg & Partners och Max Matthiessen.
Aktieinvest ägdes sedan januari 2019 av Pareto Securities, som i januari 2023 sålde Aktieinvest till Söderberg & Partners.

## Egna produkter
Under hösten 1999 lanserade bolaget en egen indexfond, Aktiespararna Topp Sverige, som skall spegla OMX-index.

## Börs-SM
Aktieinvest administrerar tävlingen Börs-SM som Sveriges Aktiesparares Riksförbund har arrangerat sedan 1986.